# Leichtathletik-Weltmeisterschaften 1993/1500 m der Männer

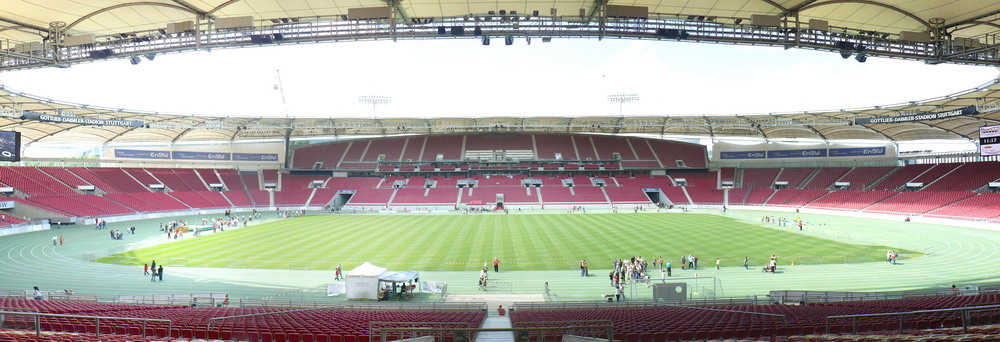
Das Stuttgarter Gottlieb-Daimler-Stadion im Jahr 2007

Der 1500-Meter-Lauf der Männer bei den Leichtathletik-Weltmeisterschaften 1993 wurde vom 19. bis 22. August 1993 im Stuttgarter Gottlieb-Daimler-Stadion ausgetragen.
Weltmeister wurde der algerische Titelverteidiger und Weltrekordinhaber Noureddine Morceli, der sich für seine Niederlage bei den Olympischen Spielen des Vorjahres revanchieren konnte. Der spanische Olympiasieger von 1992 Fermín Cacho errang die Silbermedaille. Bronze ging an den somalischen Weltmeister von 1987 Abdi Bile.

## Bestehende Rekorde
| Weltrekord | 3:28,86 min | Noureddine Morceli | Rieti, Italien          | 6. September 1992 |
| WM-Rekord  | 3:32,84 min | Noureddine Morceli | WM 1991 in Tokio, Japan | 1. September 1991 |

Der bestehende WM-Rekord wurde bei diesen Weltmeisterschaften nicht eingestellt und nicht verbessert.

## Vorrunde
Die Vorrunde wurde in vier Läufen durchgeführt. Die ersten fünf Athleten pro Lauf – hellblau unterlegt – sowie die darüber hinaus vier zeitschnellsten Läufer – hellgrün unterlegt – qualifizierten sich für das Halbfinale.

### Vorlauf 1
19. August 1993, 17:50 Uhr
| Platz | Name                 | Nation     | Zeit (min) |
| ----- | -------------------- | ---------- | ---------- |
| 1     | Fermín Cacho         | Spanien    | 3:39,36    |
| 2     | Gennaro Di Napoli    | Italien    | 3:39,41    |
| 3     | Mohamed Taki         | Marokko    | 3:39,57    |
| 4     | Simon Doyle          | Australien | 3:39,61    |
| 5     | Joseph Chesire       | Kenia      | 3:39,97    |
| 6     | Kevin Sullivan       | Kanada     | 3:40,43    |
| 7     | Andrei Loginow       | Russland   | 3:40,84    |
| 8     | Edgar de Oliveira    | Brasilien  | 3:41,88    |
| 9     | Johan Landsman       | Südafrika  | 3:43,05    |
| 10    | Carlos Mairena       | Nicaragua  | 3:54,21    |
| 11    | Gop Bahadur Adgikari | Nepal      | 3:54,47    |

### Vorlauf 2
19. August 1993, 17:58 Uhr
| Platz | Name             | Nation         | Zeit (min) |
| ----- | ---------------- | -------------- | ---------- |
| 1     | Matthew Yates    | Großbritannien | 3:42,64    |
| 2     | Mohamed Suleiman | Katar          | 3:42,75    |
| 3     | Mário Silva      | Portugal       | 3:42,81    |
| 4     | David Kibet      | Kenia          | 3:42,98    |
| 5     | Azat Rakipov     | Belarus        | 3:43,05    |
| 6     | Isaac Viciosa    | Spanien        | 3:43,61    |
| 7     | Michael Busch    | Deutschland    | 3:44,03    |
| 8     | Bill Burke       | USA            | 3:44,03    |
| 9     | Keiruan Tawai    | Vanuatu        | 4:04,77    |
| 10    | Naseer Ismail    | Malediven      | 4:12,11    |
| DNS   | Davide Tirelli   | Italien        |            |

### Vorlauf 3

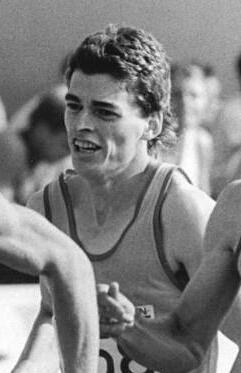
Der amtierende Europameister Jens-Peter Herold erreichte mit seinem neunten Rang im dritten Vorlauf nicht das Halbfinale

19. August 1993, 18:06 Uhr
| Platz | Name                | Nation         | Zeit (min) |
| ----- | ------------------- | -------------- | ---------- |
| 1     | Noureddine Morceli  | Algerien       | 3:37,84    |
| 2     | Christophe Impens   | Belgien        | 3:38,87    |
| 3     | Steve Cram          | Großbritannien | 3:38,98    |
| 4     | Jonah Birir         | Kenia          | 3:39,03    |
| 5     | Branko Zorko        | Kroatien       | 3:39,20    |
| 6     | Terrance Herrington | USA            | 3:39,35    |
| 7     | Zeki Öztürk         | Türkei         | 3:41,58    |
| 8     | Hamid Sajadi        | Iran           | 3:41,66    |
| 9     | Jens-Peter Herold   | Deutschland    | 3:50,64    |
| 10    | Juan José Tapia     | Panama         | 3:52,44    |
| 11    | Ali Khazaal         | Libanon        | 4:02,62    |

### Vorlauf 4
19. August 1993, 18:14 Uhr
| Platz | Name              | Nation              | Zeit (min) |
| ----- | ----------------- | ------------------- | ---------- |
| 1     | Manuel Pancorbo   | Spanien             | 3:39,91    |
| 2     | Rachid El Basir   | Marokko             | 3:40,01    |
| 3     | Niall Bruton      | Irland              | 3:40,08    |
| 4     | Jim Spivey        | USA                 | 3:40,08    |
| 5     | Vénuste Niyongabo | Burundi             | 3:40,18    |
| 6     | Rüdiger Stenzel   | Deutschland         | 3:40,30    |
| 7     | Abdi Bile         | Somalia             | 3:41,05    |
| 8     | Ovidiu Olteanu    | Rumänien            | 3:47,62    |
| 9     | Andrey Bulkovskiy | Ukraine             | 3:50,02    |
| 10    | Mohamed Al Halak  | Jemen               | 3:50,44    |
| 11    | Dale Jones        | Antigua und Barbuda | 3:54,91    |

## Halbfinale
In den beiden Halbfinalläufen qualifizierten sich die jeweils ersten fünf Athleten – hellblau unterlegt – sowie die darüber hinaus zwei zeitschnellsten Läufer – hellgrün unterlegt – für das Finale.

### Halbfinallauf 1
20. August 1993, 20:00 Uhr
| Platz | Name                | Nation         | Zeit (min) |
| ----- | ------------------- | -------------- | ---------- |
| 1     | Fermín Cacho        | Spanien        | 3:41,66    |
| 2     | Matthew Yates       | Großbritannien | 3:42,06    |
| 3     | Mohamed Suleiman    | Katar          | 3:42,12    |
| 4     | Rüdiger Stenzel     | Deutschland    | 3:42,29    |
| 5     | Rachid El Basir     | Marokko        | 3:42,48    |
| 6     | Mário Silva         | Portugal       | 3:42,85    |
| 7     | Christophe Impens   | Belgien        | 3:42,85    |
| 8     | Branko Zorko        | Kroatien       | 3:43,12    |
| 9     | Jonah Birir         | Kenia          | 3:43,79    |
| 10    | David Kibet         | Kenia          | 3:44,92    |
| 11    | Azat Rakipov        | Belarus        | 3:45,46    |
| 12    | Terrance Herrington | USA            | 3:46,64    |

### Halbfinallauf 2

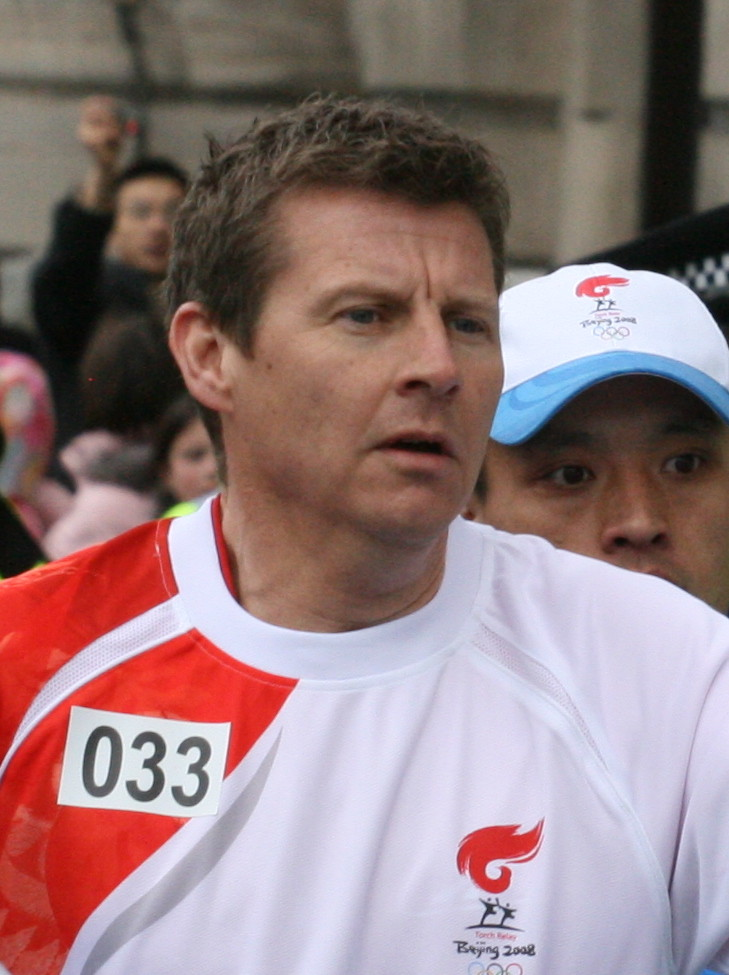
Steve Cram, 1983 Weltmeister, 1984 Olympiazweiter, außerdem zweifacher Europameister (1982/1986), blieb im Halbfinale chancenlos

20. August 1993, 20:10 Uhr
| Platz | Name               | Nation         | Zeit (min) |
| ----- | ------------------ | -------------- | ---------- |
| 1     | Noureddine Morceli | Algerien       | 3:40,07    |
| 2     | Abdi Bile          | Somalia        | 3:40,65    |
| 3     | Gennaro Di Napoli  | Italien        | 3:41,06    |
| 4     | Simon Doyle        | Australien     | 3:41,06    |
| 5     | Jim Spivey         | USA            | 3:41,15    |
| 6     | Mohamed Taki       | Marokko        | 3:41,26    |
| 7     | Manuel Pancorbo    | Spanien        | 3:41,56    |
| 8     | Andrei Loginow     | Russland       | 3:42,11    |
| 9     | Vénuste Niyongabo  | Burundi        | 3:42,34    |
| 10    | Joseph Chesire     | Kenia          | 3:42,37    |
| 11    | Niall Bruton       | Irland         | 3:42,43    |
| 12    | Kevin Sullivan     | Kanada         | 3:42,48    |
| 13    | Steve Cram         | Großbritannien | 3:42,63    |

## Finale

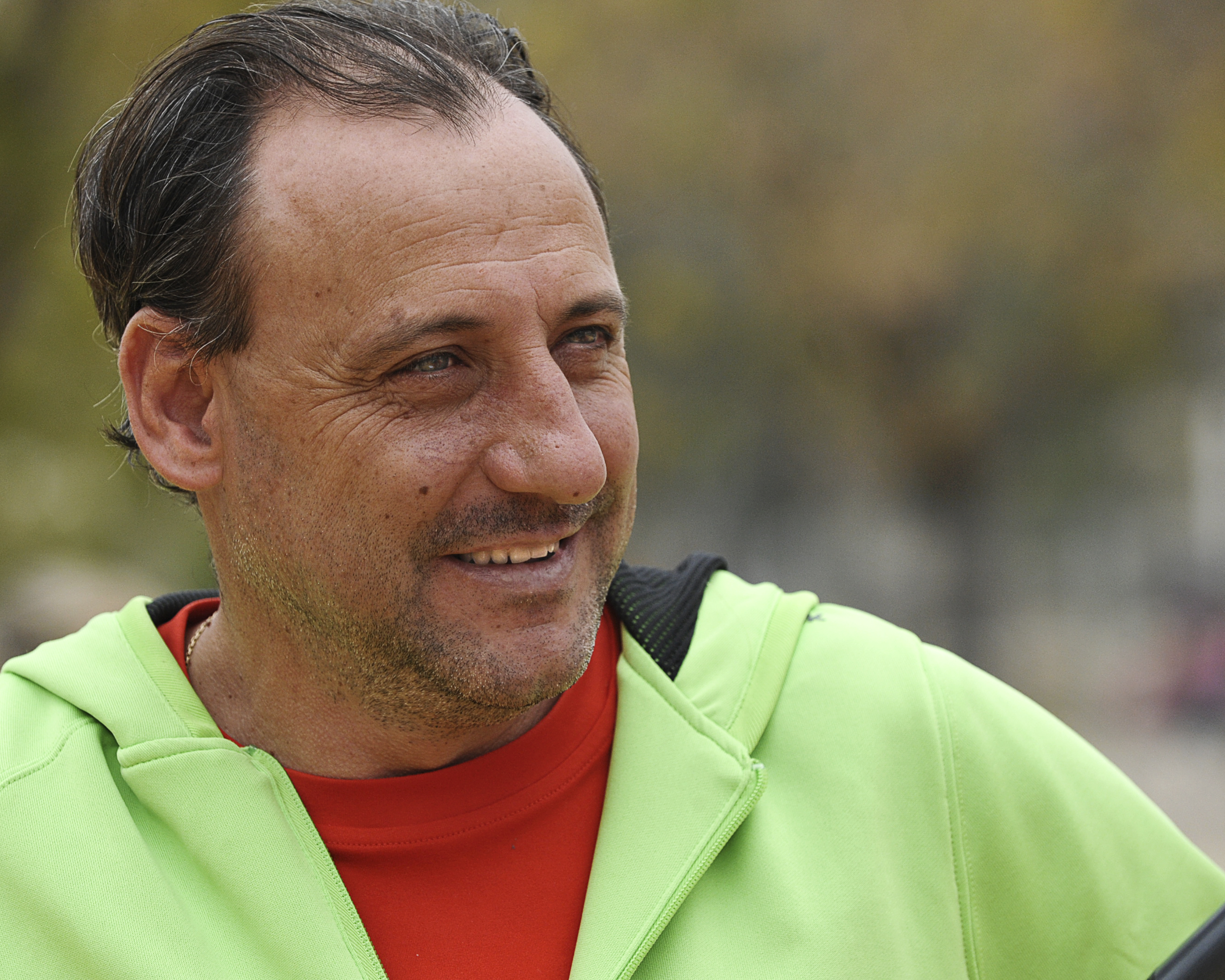
Fermín Cacho (hier im Jahr 2011), 1992 Olympiasieger, wurde Vizeweltmeister
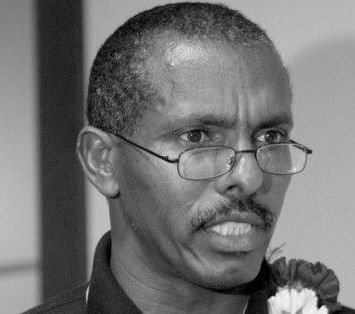
Abdi Bile (Foto: 2019), 1987 Weltmeister, errang die Bronzemedaille

22. August 1993, 17:50 Uhr
| Platz | Name               | Nation         | Zeit (min) |
| ----- | ------------------ | -------------- | ---------- |
| 1     | Noureddine Morceli | Algerien       | 3:34,24    |
| 2     | Fermín Cacho       | Spanien        | 3:35,56    |
| 3     | Abdi Bile          | Somalia        | 3:35,95    |
| 4     | Mohamed Suleiman   | Katar          | 3:36,87    |
| 5     | Jim Spivey         | USA            | 3:37,42    |
| 6     | Matthew Yates      | Großbritannien | 3:37,61    |
| 7     | Rachid El Basir    | Marokko        | 3:37,68    |
| 8     | Mohamed Taki       | Marokko        | 3:37,76    |
| 9     | Simon Doyle        | Australien     | 3:38,04    |
| 10    | Rüdiger Stenzel    | Deutschland    | 3:38,66    |
| 11    | Manuel Pancorbo    | Spanien        | 3:39,69    |
| 12    | Gennaro Di Napoli  | Italien        | 3:47,38    |

## Video
- Noureddine Morceli - 1500m Stuttgart World Championships 1993, Video veröffentlicht am 15. Juni 2013 auf youtube.com, abgerufen am 8. Mai 2020